# Почтовые марки России (2016)

Почтовые марки России (2016) — каталог знаков почтовой оплаты (марок, блоков, листов), введённых в обращение «Почтой России» в 2016 году.

## Список коммеморативных марок
Порядок следования элементов в таблице соответствует номеру по каталогу марок России на официальном сайте издатцентра «Марка», затем приведены номера по каталогу «Михель».

## Таблица
| № | Изображение | Описание | Номинал | Дата        | Тираж | Художник        | П      |
| --- | ----------- | --- | ------- | ----------- | --- | --------------- | ------ |
| 2050 (Mi #RU 2267) |             | Совместный выпуск Администраций связи стран — членов РСС. Народная кухня | 21      | 13 января   | 480 000 40 000 | Бельтюков В.    | [ 3 ]  |
| 2051 (Mi #RU 2268) |             | Почтовый блок — 175 лет со дня рождения А. И. Куинджи (1841—1910), живописца | 50      | 27 января   | 70 000 | Журавлева М.    | [ 4 ]  |
| 2052-2053 (Mi #RU 2269-2270) |             | Серия «Выдающиеся историки России». Сцепка: 175 лет со дня рождения В. О. Ключевского (1841—1911), историка. 250 лет со дня рождения Н. М. Карамзина (1766—1826), писателя, историка | 50      | 28 января   | 200 000 50 000 | Ульяновский C.  | [ 5 ]  |
| 2054, 2055, 2056, 2057, 2058 (Mi #RU 2271I), (Mi #RU 2272II), (Mi #RU 2273I), (Mi #RU 2274I), (Mi #RU 2275I) |             | Города воинской славы. Продолжение серии. - Гатчина - Грозный - Петрозаводск - Старая Русса - Феодосия | 20      | 18 февраля  | 55000 (офсет+фольга+частичная лакировка) 20000 (офсет + фольга) 55000 (офсет+фольга+частичная лакировка) 20000 (офсет + фольга) | Бельтюков В.    | [ 6 ]  |
| 2059, 2060, 2061, 2062, 2063, 2064, 2065, 2066, 2067, 2068, 2069, 2070, 2071, 2072, 2073, 2074, 2075, 2076 (Mi #RU 2276), (Mi #RU 2277), (Mi #RU 2278), (Mi #RU 2279), (Mi #RU 2280), (Mi #RU 2281), (Mi #RU 2282), (Mi #RU 2283), (Mi #RU 2284), (Mi #RU 2285), (Mi #RU 2286), (Mi #RU 2287), (Mi #RU 2288), (Mi #RU 2289), (Mi #RU 2290), (Mi #RU 2291), (Mi #RU 2292), (Mi #RU 2293) |             | Государственные награды Российской Федерации - Медаль «Золотая Звезда» - Золотая медаль «Герой Труда Российской Федерации» - Орден Святого апостола Андрея Первозванного - Орден Святого Георгия - Орден «За заслуги перед Отечеством» - Орден Святой великомученицы Екатерины - Орден Александра Невского - Орден Суворова - Орден Ушакова - Орден Жукова - Орден Кутузова - Орден Нахимова - Орден Мужества - Орден «За военные заслуги» - Орден «За морские заслуги» - Орден Почёта - Орден Дружбы - Орден «Родительская слава» | 25      | 19 февраля  | 75 000 | Московец А.     | [ 7 ]  |
| 2077 (Mi #RU 2294) |             | Континентальная хоккейная лига. Кубок Гагарина 2016 года | 19      | 20 февраля  | 342 000 38 000 | Комса Р.        | [ 8 ]  |
| 2078 (Mi #RU 2295) |             | 20 лет вступлению Российской Федерации в Совет Европы | 21      | 26 февраля  | 324 000 27 000 | Дробышев А.     | [ 9 ]  |
| 2079 (Mi #RU 2296) |             | Региональное содружество в области связи | 17      | 3 марта     | 360 000 24 000 | Бетрединова Х.  | [ 10 ] |
| 2080, 2081, 2082 (Mi #RU 2297), (Mi #RU 2298), (Mi #RU 2299) |             | Герои Российской Федерации. Продолжение серии - Виктор Михайлович Адамишин (1962—1995) - Алексей Васильевич Баландин (1961—2009) - Дмитрий Александрович Серков (1981—2007) | 19      | 24 марта    | 165 000 33 000 | Дробышев А.     | [ 11 ] |
| 2083 (Mi #RU 2300) |             | Посткроссинг. Продолжение серии | 31      | 25 марта    | 414 000 46 000 | Сиденко И.      | [ 12 ] |
| 2084 (Mi #RU 2301) |             | 12 апреля 2016 года — 55 лет первому полёту человека в космос. На почтовой марке 2009 года «75 лет со дня рождения Ю. А. Гагарина» выполнена надпечатка нового номинала «31 р.», на полях марочного листа — текст: «12 апреля 2016 года — 55 лет первому полёту человека в космос». | 31      | 12 апреля   | 125 000 12 500 | Московец А.     | [ 13 ] |
| 2085 (Mi #RU 2302) |             | 300 лет фельдъегерско-почтовой связи Вооруженных Сил Российской Федерации | 21      | 15 апреля   | 240 000 30 000 | Капранов С.     | [ 14 ] |
| 2086 (Mi #RU 2303) |             | Кисловодский лечебный курортный парк | 23      | 22 апреля   | 259 000 37 000 | Карпова Н.      | [ 15 ] |
| 2087 (Mi #RU 2304) |             | 150 лет Институту нотариата России | 19      | 27 апреля   | 364 000 26 000 | Ульяновский C.  | [ 16 ] |
| 2088 (Mi #RU 2305) |             | Чемпионат мира по хоккею в России 2016 года | 19      | 6 мая       | 342 000 38 000 | Шушлебина О.    | [ 17 ] |
| 2089 (Mi #RU 2306) |             | 100 лет со дня рождения Героя Советского Союза А. П. Маресьева (1916—2001), лётчика | 21      | 20 мая      | 320 000 32 000 |                 | [ 18 ] |
| 2090, 2091 (Mi #RU 2307), (Mi #RU 2308) |             | Совместный выпуск Российской Федерации и Республики Мальта. Искусство - Н. П. Краснов. Вид сквозь ворота Витториозы. Национальный музей изобразительных искусств Мальты - Н. П. Краснов. Дюльбер. Ялтинский историко-литературный музей | 21      | 24 мая      | 200 000 40 000 | Шушлебина О.    | [ 19 ] |
| 2092 (Mi #RU 2309) |             | Горный курорт «Роза Хутор» | 31      | 26 мая      | 402 000 67 000 | Московец А.     | [ 20 ] |
| 2093 (Mi #RU 2310) |             | Совместный выпуск Российской Федерации и Республики Словения. Русская православная часовня на перевале Вршич | 21      | 27 мая      | 259 000 37 000 | Ульяновский C.  | [ 21 ] |
| 2094 (Mi #RU 2311) |             | Союз филателистов России | 37      | 2 июня      | 25 137 000 | Поварихин А.    | [ 22 ] |
| 2095 (Mi #RU 2312) |             | 150 лет Российскому историческому обществу | 19      | 2 июня      | 40 176 000 | Поварихин А.    | [ 23 ] |
| 2096 (Mi #RU 2313) |             | 50 лет Государственному институту русского языка им. А. С. Пушкина | 24      | 6 июня      | 240 000 30 000 | Ульяновский И.  | [ 24 ] |
| 2097 (Mi #RU 2314) |             | Почтовый блок — 125 лет со дня рождения М. А. Булгакова (1891—1940), писателя, драматурга | 90      | 3 июня      | 75 000 | Иванова O.      | [ 25 ] |
| 2098 (Mi #RU 2315) |             | Содружество Независимых Государств | 17      | 9 июня      | 288 000 32 000 | Бетрединова Х.  | [ 26 ] |
| 2099 (Mi #RU 2316) |             | Петербургский международный экономический форум | 20      | 16 июня     | 280 000 35 000 | Дробышев А.     | [ 27 ] |
| 2100 (Mi #RU 2317) |             | Путь к Победе. Начало серии. Героическая оборона Брестской крепости. Совместный выпуск Российской Федерации и Республики Беларусь. | 35      | 22 июня     | 259 000 37 000 | Ульяновский C.  | [ 28 ] |
| 2101, 2102 (Mi #RU 2318), (Mi #RU 2319) |             | Фауна России. Служебные породы собак - Колли - Немецкая овчарка | 19      | 23 июня     | 200 000 50 000 | Шушлебина О.    | [ 29 ] |
| 2103 (Mi #RU 2320) |             | 800 лет г. Ржеву | 24      | 23 июня     | 330 000 22 000 | Бельтюков В.    | [ 30 ] |
| 2104 (Mi #RU 2321) |             | Международное информационное агентство «Россия сегодня» | 19      | 24 июня     | 330 000 22 000 | Дробышев А.     | [ 31 ] |
| 2105 (Mi #RU 2322) |             | 200 лет со дня рождения Д. А. Милютина (1816—1912), генерал-фельдмаршала | 21      | 28 июня     | 240 000 30 000 | Бельтюков В.    | [ 32 ] |
| 2106 (Mi #RU 2323) |             | Всероссийская сельскохозяйственная перепись 2016 года | 20      | 1 июля      | 297 000 33 000 | Бетрединова Х.  | [ 33 ] |
| 2107 (Mi #RU 2324) |             | Безопасность дорожного движения | 14      | 28 июня     | 288 000 32 000 | Ульяновский C.  | [ 34 ] |
| 2108 (Mi #RU 2325) |             | Российская космическая навигационная система ГЛОНАСС |         | 5 июля      | 280 000 35 000 | Поварихин А.    | [ 35 ] |
| 2109 (Mi #RU 2326) |             | 1000 лет присутствия русских на Святой горе Афон | 31      | 9 августа   | 228 000 38 000 | Шушлебина О.    | [ 36 ] |
| 2110 (Mi #RU 2327) |             | 850 лет г. Великие Луки | 24      | 14 июля     | 225 000 25 000 | Щеголь Г.       | [ 37 ] |
| 2111, 2112, 2113, 2114 (Mi #RU 2328), (Mi #RU 2329), (Mi #RU 2330), (Mi #RU 2331) |             | Государственные награды Российской Федерации. Продолжение серии - Орден «За военные заслуги» - Орден «За морские заслуги» - Орден Почёта - Орден «Родительская слава» | 25      | 19 июля     | 245 000 35 000 | Московец А.     | [ 38 ] |
| 2115, 2116, 2117, 2118 (Mi #RU 2332), (Mi #RU 2333), (Mi #RU 2334), (Mi #RU 2335) |             | История Первой мировой войны. Отечественная боевая техника - 6,5-миллиметровый автомат системы Фёдорова - Бронеавтомобиль «Мгебров-Изотта-Фраскини» - Гидросамолёт конструкции Григоровича М-5 - Линейный корабль «Императрица Екатерина Великая» | 24      | 28 июля     | 308 000 28 000 | Московец А.     | [ 39 ] |
| 2119, 2120, 2121, 2122 (Mi #RU 2336), (Mi #RU 2337), (Mi #RU 2338), (Mi #RU 2339) |             | Чемпионат мира по футболу FIFA 2018 в России™. Россия в чемпионатах мира по футболу FIFA™ - Россия в чемпионатах мира по футболу. 1990 г. - Россия в чемпионатах мира по футболу. 1994 г. - Россия в чемпионатах мира по футболу. 2002 г. - Россия в чемпионатах мира по футболу. 2014 г. | 21.50   | 29 июля     | 200 000 | Шушлебина О.    | [ 40 ] |
| 2123 (Mi #RU 2340) |             | 100 лет Московскому автомобильному заводу имени И. А. Лихачёва | 21      | 2 августа   | 252 000 28 000 | Поварихин А.    | [ 41 ] |
| 2124 (Mi #RU 2341) |             | 450 лет г. Орлу | 24      | 5 августа   | 330 000 22 000 | Бодрова М.      | [ 42 ] |
| 2125 (Mi #RU 2342) |             | 300 лет г. Омску | 24      | 6 августа   | 465 000 31 000 | Щеголь Г.       | [ 43 ] |
| 2126 (Mi #RU 2343) |             | 55 лет первому продолжительному космическому полёту |         | 5 августа   | 30 000 5000 | Иванова O.      | [ 44 ] |
| 2127, 2128, 2129 (Mi #RU 2344), (Mi #RU 2345), (Mi #RU 2346) |             | Почтовый блок — 50 лет Государственному историко-архитектурному и этнографическому музею-заповеднику «Кижи» | 15      | 19 августа  | 70 000 | Стариковский В. | [ 45 ] |
| 2130 (Mi #RU 2347) |             | Герб города Великие Луки | 14      | 23 августа  | 750 000 | Поварихин А.    | [ 46 ] |
| 2131 (Mi #RU 2348) |             | Герб города Мурманска | 19      | 23 августа  | 900 000 30 000 | Поварихин А.    | [ 47 ] |
| 2132, 2133, 2134, 2135 (Mi #RU 2349), (Mi #RU 2350), (Mi #RU 2351), (Mi #RU 2352) |             | Чемпионат мира по футболу FIFA 2018 в России. Стадионы. Волгоград, Екатеринбург, Ростов, Самара | 21.50   | 26 августа  | 400 000 200 000 | Шушлебина О.    | [ 48 ] |
| 2136 (Mi #RU 2353) |             | Почтовый блок — Национальный парк «Русская Арктика» | 80      | 30 августа  | 75 000 | Крадышев А.     | [ 49 ] |
| 2137 (Mi #RU 2354) |             | 350 лет г. Улан-Удэ | 24      | 1 сентября  | 390 000 26 000 | Шушлебина О.    | [ 50 ] |
| 2138 (Mi #RU 2355) |             | Единый государственный экзамен | 19      | 14 сентября | 315 000 35 000 | Дробышев А.     | [ 51 ] |
| 2139 (Mi #RU 2356) |             | Нефтяная компания «Лукойл» | 24      | 6 сентября  | 224 000 28 000 | Ульяновский C.  | [ 52 ] |
| 2140 (Mi #RU 2357) |             | Почтовый блок — Гербы субъектов и городов Российской Федерации. Республика Ингушетия | 50      | 16 сентября | 70 000 | Московец А.     | [ 53 ] |
| 2141 (Mi #RU 2358) |             | Почтовый блок — Гербы субъектов и городов Российской Федерации. Пермский край | 50      | 16 сентября | 70 000 | Московец А.     | [ 54 ] |
| 2142 (Mi #RU 2359) |             | Российская академия народного хозяйства и государственной службы при Президенте Российской Федерации | 19      | 20 сентября | 348 000 29 000 | Московец А.     | [ 55 ] |
| 2143 (Mi #RU 2360) |             | 100 лет со дня рождения А. М. Прохорова (1916—2002), физика, лауреата Нобелевской премии | 21      | 22 сентября | 252 000 28 000 | Щеголь Г.       | [ 56 ] |
| 2144 (Mi #RU 2361) |             | 100 лет заводу имени В. А. Дегтярёва | 21      | 27 сентября | 252 000 28 000 | Поварихин А.    | [ 57 ] |
| 2145, 2146 (Mi #RU 2362) |             | Маяки России. 200 лет маякам Тарханкутский и Херсонесский | 14      | 29 сентября | 405 000 27 000 | Шушлебина О.    | [ 58 ] |
| 2147-2148 (Mi #RU 2370I), (Mi #RU 2371I) |             | Почтовый блок — Государственный историко-художественный и литературный музей-заповедник «Абрамцево» | 50      | 25 октября  | 75 000(№№21 472 148);15 000(№№2147-I2148-I)                                                                                     | Ульяновский C.  | [ 59 ] |
| 2149, 2150 (Mi #RU 2365), (Mi #RU 2366) |             | Герои Российской Федерации. Продолжение серии - Герой Российской Федерации М. Н. Евтюхин (1964—2000) - Герой Российской Федерации Н. В. Скрыпник (1944—1996) | 19      | 5 октября   | 165 000 33 000 | Дробышев А.     | [ 60 ] |
| 2151 (Mi #RU 2364) |             | 100 лет г. Мурманску | 24      | 4 октября   | 330 000 22 000 | Щеголь Г.       | [ 61 ] |
| 2152 (Mi #RU 2367) |             | 200 лет со дня рождения митрополита Макария (1816—1882), историка церкви, богослова | 24      | 7 октября   | 260 000 26 000 | Бодрова М.      | [ 62 ] |
| 2153, 2154 (Mi #RU 2368), (Mi #RU 2369) |             | Серия «К 75-летию Победы в Великой Отечественной войне 1941—1945 гг. „Путь к Победе“» - Ельнинская наступательная операция - Оборона полуострова Ханко | 35      | 11 октября  | 259 000 37 000 | Ульяновский C.  | [ 63 ] |
| 2155 (Mi #RU 2382A) |             | 100 лет со дня рождения Дж. Х. Яндиева (1916—1979), классика ингушской литературы | 19      | 10 ноября   | 252 000 28 000 | Московец А.     | [ 64 ] |
| 2156 (Mi #RU 2372) |             | Федеральная таможенная служба | 24      | 25 октября  | 300 000 25 000 | Московец А.     | [ 65 ] |
| 2157 (Mi #RU 2373) |             | Почтовый блок — 100 лет Государственному природному биосферному заповеднику «Баргузинский» | 70      | 27 октября  | 80 000 | Московец А.     | [ 66 ] |
| 2158, 2159, 2160, 2161, 2162, 2163, 2164 (Mi #RU 2374), (Mi #RU 2375), (Mi #RU 2376), (Mi #RU 2377), (Mi #RU 2378), (Mi #RU 2379), (Mi #RU 2380) |             | Чемпионат мира по футболу FIFA 2018 в России™. Легенды российского футбола - Банников Виктор Максимович (1938—2001) - Бесков Константин Иванович (1920—2006) - Латышев Николай Гаврилович (1913—1999) - Метревели Слава Калистратович (1936—1998) - Морозов Николай Петрович (1916—1981) - Нетто Игорь Александрович (1930—1999) - Хусаинов Галимзян Салихович (1937—2010) | 29      | 28 октября  | 220 000 | Ульяновский C.  | [ 67 ] |
| 2165 (Mi #RU 2381) |             | 1000 лет первому своду законов Древней Руси «Русская Правда» | 19      | 31 октября  | 350 000 25 000 | Бельтюков В.    | [ 68 ] |
| 2166, 2167 (Mi #RU 2383), (Mi #RU 2384) |             | Сцепка — Совместный выпуск Российской Федерации и Аргентинской Республики. Делимся традициями | 58      | 14 ноября   | 180 000 30 000 | Московец А.     | [ 69 ] |
| 2168, 2169, 2170, 2171 (Mi #RU 2386), (Mi #RU 2387), (Mi #RU 2388), (Mi #RU 2389) |             | Современное искусство России - В. Н. Арзуманов. «Золотые шары Ставрополья. 2012» - Н. С. Моргун. «Рассвет. Херсонес. 2002 г.» - Ю. А. Орлов. «Служу Отечеству и спецназу. 2002 г.» - Д. Н. Тугаринов. «Памятник А. В. Суворову. 1999 г. Швейцария» | 31      | 29 ноября   | 228 000 38 000 | Иванова O.      | [ 70 ] |
| 2172, 2173 (Mi #RU 2402), (Mi #RU 2403) |             | Совместный выпуск Российской Федерации и Республики Македония. Достопримечательности городов Санкт-Петербурга и Охрида - Собор Святой Живоначальной Троицы лейб-гвардии Измайловского полка. - Храм Святого апостола Иоанна Богослова в Канео. Охрид | 21      | 13 декабря  | 200 000 50 000 | Дробышев А.     | [ 71 ] |
| 2174 (Mi #RU 2385) |             | Путь к Победе. Совместный выпуск Российской Федерации и Республики Казахстан. Битва под Москвой | 35      | 16 ноября   | 259 000 37 000 | Ульяновский C.  | [ 72 ] |
| 2175 (Mi #RU 2390IIKB) |             | С Новым годом! | 19      | 1 декабря   | 220000 (№ 2175); 60000 (№ 2175-I) 55000 (№ 2175); 15000 (№ 2175-I)                                                              | Шушлебина О.    | [ 73 ] |
| 2176, 2177, 2178 (Mi #RU 2391), (Mi #RU 2392), (Mi #RU 2393) |             | Выдающиеся юристы России. Продолжение серии - Габриэль Феликсович Шершеневич (1863—1912) - Константин Иванович Пален (1833—1912) - Владимир Александрович Туманов (1926—2011) | 19      | 2 декабря   | 224 000 28 000 | Комса Р.        | [ 74 ] |
| 2179 (Mi #RU 2394) |             | Первый в Евразии ядерный реактор Ф-1 | 19      | 8 декабря   | 225 000 25 000 | Дробышев А.     | [ 75 ] |
| 2180, 2181, 2182, 2183, 2184, 2185, 2186 (Mi #RU 2395), (Mi #RU 2396), (Mi #RU 2397), (Mi #RU 2398), (Mi #RU 2399), (Mi #RU 2400), (Mi #RU 2401) |             | Чемпионат мира по футболу FIFA 2018 в России™. Легенды российского футбола - Банишевский Анатолий Андреевич (1946—1997) - Воронин Валерий Иванович (1939—1984) - Ильин Анатолий Михайлович (1931—2016) - Рудаков Евгений Васильевич (1942—2011) - Садырин Павел Фёдорович (1942—2001) - Численко Игорь Леонидович (1939—1994) - Шестернёв Альберт Алексеевич (1941—1994) | 29      | 9 декабря   | 220 000 | Ульяновский C.  | [ 76 ] |
| 2187 (Mi #RU 2404) |             | Почтовый блок — 70 лет Международному военному трибуналу в Нюрнберге | 70      | 14 декабря  | 70 000 | Московец А.     | [ 77 ] |
| 2188, 2189, 2190, 2191 (Mi #RU 2405), (Mi #RU 2406), (Mi #RU 2407), (Mi #RU 2408) |             | История российского мундира. Продолжение серии. Мундиры дипломатической службы России - Тайный советник и канцлер (МИД Российской империи, 1834 г.) - Тайный советник и коллежский регистратор (МИД Российской империи, 1904 г.) - Чрезвычайный и Полномочный Посол СССР и атташе НКИД СССР (1945 г.) - Чрезвычайные и Полномочные Послы Российской Федерации (2001 г.) | 19      | 20 декабря  | 224 000 28 000 | Ульяновский C.  | [ 78 ] |

## Комментарии
1. ↑  Ниже приведён перечень коммеморативных марок (с возможностью сортировки по номиналу, тиражу).